# Kamenný Most (okres Nové Zámky)
Kamenný Most (do roku 1948 Kamenné Ďarmoty, maďarsky Kőhidgyarmat) je obec na Slovensku v okrese Nové Zámky v kraji Nitra. Žije v ní přibližně 1 100 obyvatel.

## Historie
První písemná zmínka o vesnici pochází z roku 1271.

## Přírodní poměry
Obec leží v nadmořské výšce 114 metrů a její správní území měří 20,336 km². Do oblasti severně od vesnice zasahuje část chráněného areálu Kamenínská slaniska.

## Společnost
Obec má veřejnou knihovnu a fotbalové hřiště.

## Pamětihodnosti
- římskokatolický kostel sv. Mořice z roku 1720.